# Potència radiada aparent

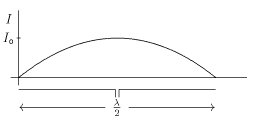
Fig. 1. Antena dipol d'ona mitjana

Potència radiada equivalent (en anglès ERP/effective radiated power) és una definició estandarditzada per l'IEEE sobre la potència RF direccional transmesa per una teòrica antena dipol d'ona mitjana, de manera que aconseguim la mateixa potència que una antena determinada. Es similar a la PIRE, però en l'ERP l'antena que es pren com a referència no és l'antena isotròpica, sino el dipol de mitja ona. La fórmula per a calcular l'ERP :
{\displaystyle PRA=P_{T}-L_{c}+G_{a}}
on {\displaystyle \scriptstyle PRA} i {\displaystyle \scriptstyle P_{T}} (potència del transmissor) són en dBm, les pèrdues del cable ({\displaystyle \scriptstyle L_{c}}) estan en dB, e el guany de l'antena ({\displaystyle \scriptstyle G_{a}}) s'expressa en dBd, relatius a l'antena dipolo de referència.
La relació amb l'altra mesura de potència radiada utilitzada, la PIRE és la sigüent:
{\displaystyle PIRE=PRA+2,15dB}
ja que el dipol té un guany de 2,15 dB respecte l'antena isotròpica (considerant la direcció de màxima radiació).